# Ultraviolence
„Ultraviolence” este cel de-al treilea album de studio a cantareaței americane Lana Del Rey, lansat pe 13 iunie 2014 prin intermediul casei de discuri UMG Recordings. În ciuda respingeri inițiale a posibilități a lansări a unui alt album după lansarea albumului Born to Die (2012), Del Rey a început planificarea următorului album în 2013. Producția a continuat în 2014, moment în care ea a colaborat cu Dan Auerbach a restructura ceea ce ea a considerat inițial ca fiind înregistrarea finalizată. Proiectul a văzut contribuții suplimentare de la producători, inclusiv Paul Epworth, Greg Kurstin, Daniel Heath, și Rick Nowels.
Ultraviolence a primit recenzii pozitive din partea criticilor de muzică contemporană, care a lăudat coeziunea ca un album conceptual, în comparație cu albumele sale anterioare, iar producția sa totală. Acesta a fost, de asemenea, observat ca o imbunatatire de la albumul de debut a lui Rey Born to Die. A debutat la numărul unu pe US Billboard 200, cu vânzări în prima săptămână de 182.000-exemplare, devenind primul #1 album a lui Del Rey cu privire la graficul și cel mai bine vandut debut in prima saptamana din cariera ei. Ultraviolence a fost precedată de lansarea digitală a single-urilor, "West Coast", "Shades of Cool", "Ultraviolence" și "Brooklyn Baby". Pe data de 1 decembrie 2014, a anunțat turneul Endless Summer Tour oferind spectacole cu Courtney Love și Grimes.

## Single-uri
„West Coast” a fost premiat la festivalul de muzică Coachella, pe data de 13 aprilie 2014. "West Coast" a fost lansat ca singe-ul principal a albumului Ultraviolence în urmatoarea zi. Videoclipul a fost lansat pe data de 7 mai și a fost regizat de Vincent Haycock.
„Shades of Cool” a fost lansat ca al doilea single pe data de 26 mai, videoclipul a fost regizat de Jake Nava și lansat pe data de 17 iunie
„Ultraviolence” este al treilea single de pe album, a fost lansat pe data de 4 iunie, iar videoclipul a fost filmat cu un iPhone de către Francesco Carrozzini și lansat pe data de 30 iulie 2014
„Brooklyn Baby”, a fost lansat patru zile mai târziu dupa lansarea single-ului Ultraviolence.
„Black Beauty” a fost lansat pentru germania impreuna cu un EP cu remix-uri de Vertigo Berlin și lansat pe data de 21 noiembrie 2014.

## Lista pieselor
| Ultraviolence – Standard edition |                               |                                  |                               |         |  |
| Nr.                              | Titlu                         | Autor(i)                         | Producător(i)                 | Lungime |  |
| 1.                               | „Cruel World”                 | Lana Del Rey Blake Stranathan    | Dan Auerbach                  | 6:39    |  |
| 2.                               | „Ultraviolence”               | Del Rey Daniel Heath             | Auerbach                      | 4:23    |  |
| 3.                               | „Shades of Cool”              | Del Rey Rick Nowels              | Auerbach                      | 5:43    |  |
| 4.                               | „Brooklyn Baby”               | Del Rey Barrie O'Neill           | Auerbach                      | 5:53    |  |
| 5.                               | „West Coast”                  | Del Rey Nowels                   | Auerbach                      | 4:25    |  |
| 6.                               | „Sad Girl”                    | Del Rey Nowels                   | Auerbach Nowels               | 5:17    |  |
| 7.                               | „Pretty When You Cry”         | Del Rey Stranathan               | Del Rey Stranathan Lee Foster | 3:54    |  |
| 8.                               | „Money Power Glory”           | Del Rey Greg Kurstin             | Kurstin                       | 4:30    |  |
| 9.                               | „Fucked My Way Up to the Top” | Del Rey Heath                    | Auerbach                      | 3:32    |  |
| 10.                              | „Old Money”                   | Del Rey Heath Robbie Fitzsimmons | Heath                         | 4:31    |  |
| 11.                              | „The Other Woman”             | Jessie Mae Robinson              | Auerbach                      | 3:01    |  |
| Lungime totală:                  | Lungime totală:               | Lungime totală:                  | Lungime totală:               | 51:24   |  |

| Ultraviolence – Deluxe edition (bonus tracks) |                  |                                 |                       |         |  |
| Nr.                                           | Titlu            | Autor(i)                        | Producer(s)           | Lungime |  |
| 12.                                           | „Black Beauty”   | Del Rey Nowels                  | Paul Epworth Nowels   | 5:14    |  |
| 13.                                           | „Guns and Roses” | Del Rey Nowels                  | Del Rey Nowels Foster | 4:30    |  |
| 14.                                           | „Florida Kilos”  | Del Rey Auerbach Harmony Korine | Auerbach              | 4:14    |  |
| Lungime totală:                               | Lungime totală:  | Lungime totală:                 | Lungime totală:       | 65:22   |  |

| Ultraviolence – iTunes Store edition (bonus track) |                     |                 |         |  |
| Nr.                                                | Titlu               | Autor(i)        | Lungime |  |
| 15.                                                | „Is This Happiness” | Del Rey Nowels  | 3:44    |  |
| Lungime totală:                                    | Lungime totală:     | Lungime totală: | 69:06   |  |

| Ultraviolence – Japanese, Spotify, and Target edition (bonus track) |                 |                    |         |  |
| Nr.                                                                 | Titlu           | Autor(i)           | Lungime |  |
| 15.                                                                 | „Flipside”      | Del Rey Stranathan | 5:10    |  |
| Lungime totală:                                                     | Lungime totală: | Lungime totală:    | 70:32   |  |

## Clasamente
| Clasament (2014)                       | Poziție maximă |
| -------------------------------------- | -------------- |
| Argentina (CAPIF)                      | 4              |
| Australia (ARIA)                       | 1              |
| Austria (Ö3)                           | 5              |
| Belgia (Ultratop Flanders)             | 1              |
| Belgia (Ultratop Wallonia)             | 1              |
| Brazilia (ABPD)                        | 3              |
| Canada (Billboard)                     | 1              |
| China (Sino Chart)                     | 4              |
| Croația (IFPI)                         | 7              |
| Danemarca (Hitlisten)                  | 1              |
| Țările de Jos (MegaCharts)             | 5              |
| Finlanda (Suomen virallien lista)      | 1              |
| Franța (SNEP)                          | 2              |
| Germania (Top 100)                     | 3              |
| Grecia (IFPI)                          | 1              |
| Ungaria (MAHASZ)                       | 6              |
| Irlanda (IRMA)                         | 2              |
| Italia (FIMI)                          | 2              |
| Japonia (Oricon)                       | 40             |
| Coreea de Sud (Gaon)                   | 28             |
| Mexic (AMPROFON)                       | 3              |
| Noua Zeelandă (RMNZ)                   | 1              |
| Norvegia (VG-lista)                    | 1              |
| Polonia (AFP)                          | 3              |
| Scoția (OCC)                           | 1              |
| Spania (PROMUSICAE)                    | 1              |
| Suedia (Sverigetopplistan)             | 6              |
| Elveția (Schweizer Hitparade)          | 2              |
| Thailanda (G-Music)                    | 7              |
| Regatul Unit (OCC)                     | 1              |
| Statele Unite ale Americii (Billboard) | 1              |

## Certificări
| Țara                       | Companie       | Certificații (vânzări) |
| -------------------------- | -------------- | ---------------------- |
| Australia                  | (ARIA)         | 35,000                 |
| Austria                    | (IFPI)         | 7,500                  |
| Brazilia                   | (ABPD)         | 40,000                 |
| Canada                     | (Music Canada) | 40,000                 |
| Franța                     | (SNEP)         | 100,000                |
| Germania                   | (BVMI)         | 100,000                |
| Mexic                      | (AMPROFON)     | 30,000                 |
| Polonia                    | (ZPAV)         | 20,000                 |
| Regatul Unit               | (BPI)          | 100,000                |
| Statele Unite ale Americii | (RIAA)         | 500,000                |

Note
- reprezintă „disc de aur”;
- reprezintă „disc de platină”;

## Istoricul lansărilor
| Țară                       | Dată           | Ediție                       | Format(uri)               | Casă de discuri       | Ref.                 |
| -------------------------- | -------------- | ---------------------------- | ------------------------- | --------------------- | -------------------- |
| Germania                   | Iunie 13, 2014 | Standard deluxe super deluxe | CD LP Descărcare digitală | Universal Music       | [ 24 ] [ 25 ] [ 26 ] |
| Țările de Jos              | Iunie 13, 2014 | Standard deluxe              | CD LP Descărcare digitală | Polydor               | [ 27 ] [ 28 ]        |
| Elveția                    | Iunie 13, 2014 | Standard deluxe              | CD LP Descărcare digitală | Universal Music       | [ 29 ]               |
| Franța                     | Iunie 16, 2014 | Standard deluxe super deluxe | CD LP Descărcare digitală | Universal Music       | [ 30 ] [ 31 ]        |
| Regatul Unit               | Iunie 16, 2014 | Standard deluxe              | CD LP Descărcare digitală | Polydor               | [ 32 ]               |
| Italia                     | Iunie 16, 2014 | Standard deluxe super deluxe | CD LP Descărcare digitală | Polydor               | [ 33 ]               |
| Canada                     | Iunie 17, 2014 | Standard deluxe              | CD LP Descărcare digitală | Universal Music       | [ 34 ]               |
| Mexic                      | Iunie 17, 2014 | Deluxe                       | CD descărcare digitală    | Interscope            | [ 35 ]               |
| Spania                     | Iunie 17, 2014 | Standard deluxe super deluxe | CD LP descărcare digitală | Universal Music       | [ 36 ]               |
| Statele Unite ale Americii | Iunie 17, 2014 | Standard deluxe              | CD LP descărcare digitală | Interscope            | [ 37 ]               |
| Japonia                    | Iunie 18, 2014 | Standard deluxe              | CD LP descărcare digitală | Interscope            | [ 38 ]               |
| China                      | 28 august 2014 | Deluxe                       | CD                        | Universal Music China | [ 39 ]               |